# (85215) Hohenzollern
(85215) Hohenzollern (1992 SD14) – planetoida z pasa głównego asteroid okrążająca Słońce w ciągu 4,29 lat w średniej odległości 2,64 j.a. Odkryta 26 września 1992 roku.